# Kamionka (rejon oszmiański)
Kamionka (biał. Каменка; ros. Каменка) − wieś na Białorusi, w obwodzie grodzieńskim, w rejonie oszmiańskim, w sielsowiecie Holszany.

## Historia
W czasach zaborów w gminie Holszany, w powiecie oszmiańskim, w guberni wileńskiej Imperium Rosyjskiego. W 1866 roku liczyła 193 mieszkańców w 16 domach. W 1905 zaścianek i okolica. Okolica liczyła 183 mieszkańców, 500 dziesięcin, zaścianek liczył 6 mieszkańców, 21 dziesięcin, własność Stankiewicza.
W latach 1921–1945 okolica leżała w Polsce, w województwie wileńskim, w powiecie oszmiańskim, w gminie Holszany.
W 1931 w 37 domach zamieszkiwało 238 osób.
Wierni należeli do parafii rzymskokatolickiej w Holszanach. Miejscowość podlegała pod Sąd Grodzki w Holszanach i Okręgowy w Wilnie; właściwy urząd pocztowy mieścił się w Holszanach.